# Wohnhaus Dorfstraße 8 (Butzow)
Das Wohnhaus in der Adresse Butzower Dorfstraße 8 in der Gemeinde Beetzseeheide, im Ortsteil Butzow ist ein unter Denkmalschutz stehendes bäuerliches Wohngebäude.

## Bauwerk
Das Baudenkmal Dorfstraße 8 ist ein bäuerliches Wohnhaus mit zwei Stockwerken. Es soll das älteste Gebäude Butzows und vor 1800 erbaut worden sein. Das Gebäude steht giebelständig zur Butzower Dorfstraße und ist Teil eines Vierseithofs. In seiner Grundstruktur handelt es sich um ein Lehmfachwerkhaus. Das Fachwerk ist äußerlich nicht zu sehen, da das Haus nachträglich grau verputzt wurde. Äußerlich sichtbarer Schmuck ist eine schlichte, weiß gestrichene, profilierte Saumschwelle zwischen den Stockwerken. Die Rechteckfenster verschiedener Größe sind mit weißen Faschen umrandet. Sie sind unregelmäßig verteilt in die Außenwände eingearbeitet. Einzig im Obergeschoss der hofwärtigen Hausseite finden sich noch zwei hölzerne Sprossenfenster. Der mit einem kleinen Sattel überdachte Zugang zum Haus befindet sich ebenfalls im Hof. Nach Norden schließen sich mit Klinkern gemauerte Hof- beziehungsweise Stallgebäude direkt an das Wohnhaus an. Diese wurden entsprechend einer in das Mauerwerk eingearbeiteten Jahreszahl 1904 errichtet. Das Satteldach des Wohnhauses ist mit Biberschwänzen gedeckt.